# ワールドアイスホッケー
ワールドアイスホッケー(WORLD ICE HOCKEY)はゲームボーイのソフト。発売元はAthena。発売日は1991年4月12日。

## 概要
タイトル通りアイスホッケーの世界大会をテーマにしている。出場国はUSR(ソヴィエト聯邦)、CAN(カナダ)、FIN(フィンランド)、CZR(チェコスロヴァキア)、GER(ドイツ)、SWE(スウェーデン)、USA(アメリカ)、JPN(日本)の8ヶ国。初期設定の時点ではUSRとCANが特に強く、FINがそれに続く。JPNは最も弱い。
1人で遊ぶ場合は大会を勝ち進むことを目的とし、自分が選んだ以外の7ヶ国全てに勝てば優勝してエンディングとなる。負ければゲームオーバーだが、試合後は勝敗に関係無くチームパスワードとゲームパスワードが表示され、これを使用してのコンティニューが可能(決勝戦に限り勝てば直ちにエンディングに移行するため負けた場合のみパスワードが表示される。ただしパスワードそのものは提供されており、スタート画面に戻ってからコンティニューを選べば表示される)。チームパスワードは最初のうちは使っても初期設定のままだが、数回使っていくうちに選手が強化されて行き、限界まで強化すればJPNでの優勝も可能。CPUチームはこちらのパスワード使用やミーティングの有無に関係無く選手の能力やポジションの割り振りは初期設定で登場する。
2人で遊ぶ場合はそれぞれが違う国を選んで対戦する(同チーム対戦は不可能)。
選手は全て右利き。全てのチームにおいて17人の選手が在籍しており、各ポジションごとに3人ずつ(ゴールキーパーのみ2人)割り振られている。選手に名前は存在しないが背番号で識別されており、1人1人に能力値がある。能力値は反則の取られにくさやパックの奪い合いでの有利不利に影響するT(テクニック)、スタミナやパックの飛距離に影響するP(パワー)、足の速さに影響するS(スピード)の3種類があり、それぞれ1,2,3,4,Sの5段階となる。最初から全てSの選手がいる国もあれば、初期値では全て1の選手がいる国もある。
試合前にミーティングを行なうことができ、ポジション選択により選手の並びは変更可能だが、同じ選手を複数配置することはできない。また攻撃時の陣形や守備時の動きも4種類ずつ設定可能。攻撃および守備の種類は1に設定したもので開始されるが、試合中でもポーズ画面にて4種類から選択できる。
反則攻撃も存在するが、これを使うと一定の確率で審判に見つかりファウルアウトになる。前述通り見つかる確率はTに依存する。反則の種類は設定されておらず全てマイナーペナルティとなる。ただしゴール至近で守備側が反則した場合はペナルティーショットになる。またこのゲーム独特のルールとして1対1の乱闘があり、負けた方が反則を取られることになっている。ゴールキーパーはゴールクリーズから出られない。キーパー以外の選手がクリーズに侵入すると敵味方に関係無く問答無用で排除される。
オフサイドは選手とパックの両方が侵入することで適用。アイシングはワンタッチとなる。ラインパスは未確認。なお、オフサイドライン際のフェイスオフスポットはなぜか使用できず、オフサイド、アイシング、ファウルアウト発生時のフェイスオフの際には必ずゴール近くのフェイスオフスポットを使用する。
1ピリオド20分の3ピリオド制ではあるが、カウントダウンがかなり早いうえにフェイスオフで一定量の時間を消費するため実際にはそこまで長時間にはならない。残り時間によってはフェイスオフ中に試合終了になることもある。
3ピリオドを終了して同点の場合はシュートアウトとなり、ペナルティーショットを5本ずつ打ち合って決着をつける。5本打ち切って同点の場合は決着がつくまで交代で打ち続ける。ペナルティーショットは狙う場所と打つ強さを選択し、攻撃側であればキーパーの読みを外して得点を狙い、守備側であれば相手の狙いを読んで失点の阻止を狙う。ただしキーパーのTの数値によっては狙いの当たり外れが補正されることもある。守備側がコースとパワーの両方を当てた場合は得点の確率は0になり、コースの読みを当てた場合はほぼ確実に止める。またパワーのみ当たった場合でも一定の確率で止めることができる。この確率はキーパーのTに依存している。